# Flüsternde Geister
Flüsternde Geister ist ein deutscher Fernsehfilm der Frühling-Filmreihe von Axel Barth, der am 5. Februar 2023 erstmals im ZDF ausgestrahlt wurde. Die Erstveröffentlichung erfolgte am 28. Januar in der Online-Mediathek des ZDF.
Die Dorfhelferin Katja Baumann, gespielt von Simone Thomalla, steht Familien in Notsituationen zur Seite. Es ist der 42. Film einer Reihe, in der es sich um die Einwohner des Ortes Frühling dreht.

## Handlung
Katja Baumann erhält einen anonymen Drohbrief mit dem aus Zeitungen ausgeschnittenen Zeilen „Verschwinde endlich aus Frühling! Sonst passiert was!“ Adrian, Tom, Nora, Lilly und auch Pfarrer Sonnleitner raten Katja dringend die Polizei zu informieren. Auf der Wache erfährt Katja von den vermissten Kindern Milo (13 Jahre) und Sammy (11). Sie bietet dem Vater Alexander ihre Hilfe bei der Suche an, der dankbar annimmt.
Was beide nicht wissen, ist, dass Sammy und Milo im Internet auf „Darth Vader“ trafen, der ihnen vorgaukelt, sie können mithilfe bei ihm zu kaufender Utensilien an einem Lost Place Kontakt mit ihrer toten Mutter aufnehmen. Sie war zuvor an den Folgen von Brustkrebs gestorben. Die Brüder kauften diese Dinge und schwänzen an diesem Tag die Schule, um in einem Lost Place in der Gegend mit ihr zu kommunizieren. Dort angekommen werden sie von Herrn Hansen alias Darth Vader in dem verlassenen Waldhaus eingesperrt. Beide haben dort keinen Handyempfang. Katja bleibt über Nacht bei Alexander, der, nachdem sie einschlief, erneut die Gegend abfährt und sich bei der Polizei erkundigt.
Am Morgen entdeckt ein Waldarbeiter die Fahrräder der Jungen und alarmiert die Polizei. Nach ihrer Befreiung erzählen die Kinder ihrem Vater und Katja alles. Die Kinder sind fälschlicherweise davon überzeugt, von einem Geist in der Waldhütte eingesperrt worden zu sein. Die Internetrecherche der Polizei ergab, dass sich Herr Hansen an der Unwissenheit der Jungen bereichern wollte. Er ergaunerte unter anderem etwa 700 Euro des Geldes von ihrem Vater, der wiederum seine Haushälterin Frau Reimann des Diebstahls verdächtigte und sie daraufhin entließ. Herr Hansen wurde gefasst und überführt.

## Nebenhandlungen
Tom verriet seiner Tochter Nora, dass er Katja einen Heiratsantrag machen möchte. Beide gehen gemeinsam zum Juwelier und suchen einen Verlobungsring für Katja aus.
Adrian und Katja erhalten eine Hochzeitseinladung von Amelie und Ingo.
Der Umzug ins neue Dorfhelfer-Büro steht an.
Mark sendet Katja eine Grußkarte und teilt mit, dass er Vater von Karl Maria Ferdinand geworden ist. Katja gibt Adrian daraufhin die Aufgabe, einen Baby-Strampler zu besorgen. Als er diesen ins neue Dorfhelfer-Büro bringt, ist nur Lilly vor Ort. Lilly versucht den distanzierten Kontakt mit Adrian zu verbessern und zeigt ihm ihre neue Einliegerwohnung, die sie am neuen Dorfhelfer-Büro bezieht. Beide versöhnen sich, verbringen die Nacht in der Wohnung miteinander und kommen wieder zusammen.

## Rezeption

### Einschaltquoten
Die Erstausstrahlung von Flüsternde Geister am 5. Februar 2023 wurde in Deutschland von 5,8 Millionen Zuschauern gesehen, was einem Marktanteil von 18,7 Prozent entsprach.